# هایکو، فوجیان
هایکو، فوجیان (به لاتین: Haikou) یک شهرک در جمهوری خلق چین است که در فواکینگ واقع شده‌است.